# Druga slovenska nogometna liga 1998-1999
La Druga slovenska nogometna liga 1998-1999 (in lingua italiana: Secondo campionato calcistico sloveno 1998-1999), abbreviata in 2. SNL 1998-1999, fu la ottava edizione della seconda serie del campionato di calcio sloveno.

## Formula
Le 16 squadre partecipanti disputarono un girone all'italiana con gare di andata e ritorno (30 giornate totali) al termine delle quali:
- Le prime due classificate furono promosse in 1. SNL 1999-2000
- Le ultime quattro classificate furono retrocesse in 3. SNL 1999-2000

## Squadre partecipanti
| Squadra                | Città           | Stadio                | Stagione 1997-98 | Stagione 1997-98 |
| Squadra                | Città           | Stadio                | Pos.             | Divisione        |
| ---------------------- | --------------- | --------------------- | ---------------- | ---------------- |
| SET Vevče              | Vevče, Lubiana  | Stadion Slavija       | 10°              | 1. SNL           |
| Železničar             | Maribor         | Športni Park Tabor    | 4°               | 2. SNL           |
| Elan                   | Novo mesto      | Stadion Portoval      | 5°               | 2. SNL           |
| Nafta                  | Lendava         | Športni park Lendava  | 6°               | 2. SNL           |
| Drava                  | Ptuj            | Mestni stadion        | 7°               | 2. SNL           |
| Esotech Šmartno        | Šmartno ob Paki | Stadion Šmartno       | 8°               | 2. SNL           |
| Goriške Opekarne Renče | Ranziano        | Športni park Renče    | 9°               | 2. SNL           |
| Jadran Hrpelje-Kozina  | Cosina          | Stadion Krvavi Potok  | 10°              | 2. SNL           |
| Dravograd              | Dravograd       | ŠC Dravograd          | 11°              | 2. SNL           |
| Šentjur                | Šentjur         | Športni park Šentjur  | 12°              | 2. SNL           |
| Aluminij               | Kidričevo       | Športni park Aluminij | 13°              | 2. SNL           |
| Elektroelement Zagorje | Zagorje ob Savi | Mestni stadion        | 14°              | 2. SNL           |
| Rudar Trbovlje         | Trbovlje        | Rudar Stadion         | 15°              | 2. SNL           |
| Factor                 | Lubiana         | Stadion ŽŠD           | 16°              | 2. SNL           |
| Tabor Sežana           | Sesana          | Stadio Rajko Štolfa   | 1°               | 3. SNL Ovest     |
| Feroterm Pohorje       | Ruše            | Stadion NK Pohorje    | 1°               | 3. SNL Est       |

## Classifica
|                  | Pos. | Squadra               | Pt | G  | V  | N  | P  | GF | GS | DR  |
| ---------------- | ---- | --------------------- | -- | -- | -- | -- | -- | -- | -- | --- |
|                  | 1.   | Dravograd             | 61 | 30 | 18 | 7  | 5  | 69 | 31 | +38 |
|                  | 2.   | Pohorje               | 54 | 30 | 16 | 6  | 8  | 56 | 35 | +21 |
|                  | 3.   | Železničar Maribor    | 54 | 30 | 15 | 9  | 6  | 58 | 30 | +28 |
|                  | 4.   | Šmartno ob Paki       | 53 | 30 | 15 | 8  | 7  | 49 | 28 | +21 |
|                  | 5.   | Tabor Sežana          | 52 | 30 | 15 | 7  | 8  | 59 | 35 | +24 |
|                  | 6.   | Aluminij              | 51 | 30 | 14 | 9  | 7  | 57 | 42 | +15 |
|                  | 7.   | Drava Ptuj            | 48 | 30 | 13 | 9  | 8  | 48 | 36 | +12 |
|                  | 8.   | Zagorje               | 43 | 30 | 12 | 7  | 11 | 45 | 43 | +2  |
|                  | 9.   | Šentjur               | 40 | 30 | 11 | 7  | 12 | 38 | 44 | −6  |
|                  | 10.  | Elan                  | 39 | 30 | 11 | 6  | 13 | 45 | 61 | −16 |
|                  | 11.  | Nafta                 | 36 | 30 | 10 | 6  | 14 | 35 | 47 | −12 |
|                  | 12.  | Jadran Hrpelje-Kozina | 35 | 30 | 10 | 5  | 15 | 36 | 42 | −6  |
|                  | 13.  | Renče                 | 34 | 30 | 9  | 7  | 14 | 37 | 53 | −16 |
|                  | 14.  | Factor                | 29 | 30 | 6  | 11 | 13 | 30 | 44 | −14 |
|                  | 15.  | Vevče                 | 18 | 30 | 4  | 6  | 20 | 29 | 75 | −46 |
|                  | 16.  | Rudar Trbovlje        | 15 | 30 | 3  | 6  | 21 | 17 | 62 | −45 |
| Fonte: rsssf.org |      |                       |    |    |    |    |    |    |    |     |

Legenda:
      Promosso in 1. SNL 1999-2000.
  Partecipa agli spareggi.
      Retrocesso in 3. SNL 1999-2000.
      Escluso dal campionato.
Regolamento:
Tre punti a vittoria, uno a pareggio, zero a sconfitta.
In caso di arrivo di due o più squadre a pari punti, la graduatoria viene stilata secondo la classifica avulsa tra le squadre interessate (= scontri diretti).